# Hypogymnia kosciuskoensis
Hypogymnia kosciuskoensis är en lavart som beskrevs av Elix. Hypogymnia kosciuskoensis ingår i släktet Hypogymnia och familjen Parmeliaceae.   Inga underarter finns listade i Catalogue of Life.